# Lausanne Billard Masters
Das Lausanne Billard Masters ist ein Karambolageturnier in der Disziplin Dreiband, das 2013 zum ersten Mal in Lausanne, Schweiz ausgetragen wurde.

## Geschichte
Im Sommer 2011 gab der Schweizerische Billard Verband, vertreten durch Diane Wild von der CEB, bekannt, dass es ab 2013 ein neues Einladungsturnier im Spielkalender der UMB geben wird. Bei dem Turnier werden sechs der besten Spieler plus zwei Wildcardspieler aus acht Nationen und zwei Schweizer eingeladen. Das Turnier soll jährlich ausgetragen werden. Erstmals wurde vom 15. bis 17. März 2013 im Casino de Montbenon gespielt. Das zweite Turnier fand vom 21. bis 23. November 2014 statt.
Unterstützt wurde das Turnier anfangs vom belgischen Billardtischhersteller Gabriels-Billards und dem französischen Internet-Billard-TV-Anbieter Kozoom, der live, aber kostenpflichtig, im Internet sendete. Seit 2015 unterstützt der koreanische Billardhersteller „Min“ das Turnier und löste damit die Firma Gabriels ab.
Ab 2022 wird das Turnier in verschiedenen Formaten ausgetragen. 2022 startet es mit einem U25-Teamturnier.
Ab 2022 überträgt der südkoreanische Sender Five&Six alle Spiele live im Internet.

## Spieler
Zum Zeitpunkt der Bekanntgabe im Sommer 2011 wurden die vier höchstplatzierten Spieler der Weltrangliste eingeladen. Marco Zanetti und Martin Horn wurden zusätzlich nominiert. Überraschenderweise wurde die damalige Nummer 5, Daniel Sánchez, nicht eingeladen.
Internationale Teilnehmer:
- Dick Jaspers  (2013, 2014, 2015, 2016, 2017, 2018, 2019)
- Frédéric Caudron  (2013, 2014, 2016, 2017)
- Torbjörn Blomdahl  (2013, 2014, 2015, 2016, 2017, 2018, 2021)
- Jérémy Bury  (2013, 2014, 2015, 2016, 2017, 2018, 2021)
- Marco Zanetti  (2013, 2014, 2015, 2016, 2017, 2018, 2019)
- Martin Horn  (2013, 2014, 2015, 2018, 2019)
- Daniel Sánchez  (2014, 2016, 2017, 2018, 2019, 2021)
- Choi Sung-won  (2014, 2015)
- Eddy Merckx  (2015, 2018, 2019, 2021)
- Tayfun Taşdemir  (2015, 2019, 2021)
- Kang Dong-koong  (2016, 2017, 2018)
- Cho Jae-ho  (2016, 2017, 2019)
- Nikos Polychronopoulos  (2017)
- Murat Naci Çoklu  (2018)
- Heo Jung-han  (2018)
- Gwendel Marechal  (2018)
- Semih Saygıner  (2019, 2021)
- Cho Myung-woo  (2019)
- Therese Klompenhouwer  (2019, 2021, 2023)
- Maxime Panaia  (2019)
- Dion Nelin  (2021)
- Kim Jun-tae  (2021)
- Nikolaus Kogelbauer  (2021)
- Roland Forthomme  (2021)

Schweizer Teilnehmer:
- Michel Boulaz (2013, 2016, 2017, 2018, 2019, 2021)
- René Hendriksen (2013, 2014)
- Fernando Couto (2014, 2015, 2017)
- Torsten Danielsson (2015)
- Xavier Gretillat (2016)
- Tien Duy Ma (2017)

## Ergebnisse
| Jahr | Sieger                         | GD                             | 2. Platz                       | GD                             | 3. Platz                       | GD                             |
| ---- | ------------------------------ | ------------------------------ | ------------------------------ | ------------------------------ | ------------------------------ | ------------------------------ |
| 2013 | Marco Zanetti                  | 1,979                          | Frédéric Caudron               | 1,700                          | Torbjörn Blomdahl              | 2,021                          |
| Jahr | Sieger                         | GD                             | 2. Platz                       | GD                             | Halbfinalisten                 | GD                             |
| 2014 | Marco Zanetti                  | 1,481                          | Martin Horn                    | 1,786                          | Daniel Sánchez                 | 2,175                          |
| 2014 | Marco Zanetti                  | 1,481                          | Martin Horn                    | 1,786                          | Frédéric Caudron               | 2,125                          |
| 2015 | Dick Jaspers                   | 2,120                          | Martin Horn                    | 1,848                          | Torbjörn Blomdahl              | 1,788                          |
| 2015 | Dick Jaspers                   | 2,120                          | Martin Horn                    | 1,848                          | Choi Sung-won                  | 1,670                          |
| 2016 | Daniel Sánchez                 | 1,889                          | Frédéric Caudron               | 2,442                          | Kang Dong-koong                | 1,947                          |
| 2016 | Daniel Sánchez                 | 1,889                          | Frédéric Caudron               | 2,442                          | Marco Zanetti                  | 1,495                          |
| 2017 | Dick Jaspers                   | 1,918                          | Frédéric Caudron               | 1,736                          | Marco Zanetti                  | 1,518                          |
| 2017 | Dick Jaspers                   | 1,918                          | Frédéric Caudron               | 1,736                          | Daniel Sánchez                 | 1,517                          |
| 2018 | Eddy Merckx                    | 1,895                          | Murat Naci Çoklu               | 1,862                          | Dick Jaspers                   | 2,328                          |
| 2018 | Eddy Merckx                    | 1,895                          | Murat Naci Çoklu               | 1,862                          | Daniel Sánchez                 | 1,929                          |
| 2019 | Dick Jaspers                   | 1,787                          | Eddy Merckx                    | 1,868                          | Daniel Sánchez                 | 1,744                          |
| 2019 | Dick Jaspers                   | 1,787                          | Eddy Merckx                    | 1,868                          | Cho Myung-woo                  | 1,576                          |
| 2020 | Absage wegen COVID-19-Pandemie | Absage wegen COVID-19-Pandemie | Absage wegen COVID-19-Pandemie | Absage wegen COVID-19-Pandemie | Absage wegen COVID-19-Pandemie | Absage wegen COVID-19-Pandemie |
| 2021 | Daniel Sánchez                 | 1,776                          | Tayfun Taşdemir                | 1,437                          | Semih Saygıner                 | 1,545                          |
| 2021 | Daniel Sánchez                 | 1,776                          | Tayfun Taşdemir                | 1,437                          | Jérémy Bury                    | 1,537                          |
| 2022 | ACBC                           | 1,351                          | CEB                            | 0,838                          | AMECC                          | 0,795                          |
| 2023 | Therese Klompenhouwer          | 0,947                          | Yuko Nishimoto                 | 0,515                          | Charlotte Sörensen             | 0,644                          |